# RocknRolla
RocknRolla es una película británica del director y guionista Guy Ritchie, con Gerard Butler, Thandie Newton, Toby Kebbell, Mark Strong y Tom Wilkinson como cabezas del reparto. Fue filmada en Londres y estrenada el 5 de septiembre de 2008 en el Reino Unido, siendo el número uno del boxoffice en su primera semana. El 8 de octubre llegó a Estados Unidos y Canadá y el 31 del mismo mes, al resto del mundo.

## Sinopsis
El sector inmobiliario ha desbancado a las drogas como el gran negocio y cuando un mafioso ruso decide hacer una compraventa ilegal de terrenos, todos los mafiosos y delincuentes de Londres quieren su parte del negocio. Todos, desde el más poderoso capo del crimen hasta políticos corruptos y ladrones de poca monta se intentarán disputar los beneficios. Sin embargo el premio cae en manos del hijo del jefe de la mafia, un drogadicto y músico de rock, que había fingido su propia muerte.

## Producción

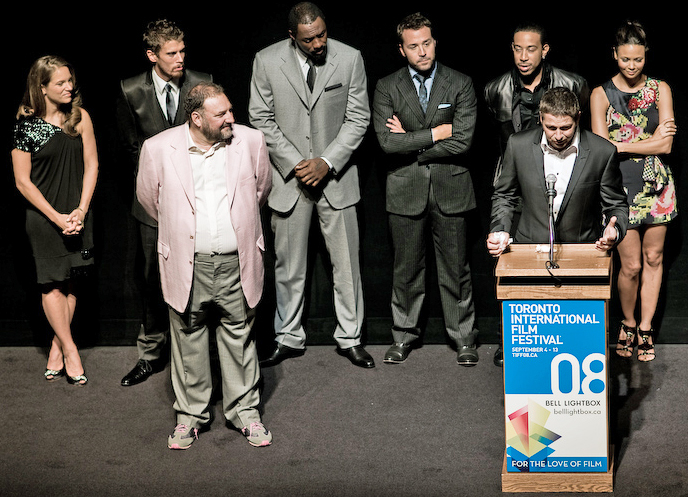
Reparto del filme en 2008.

En mayo de 2007, Guy Ritchie anunciaba la producción de RocknRolla, que tendría un aire similar a sus dos películas más exitosas: Lock, Stock and Two Smoking Barrels (1998) y Snatch (2000). RocknRolla, escrita por Ritchie, fue producida por la productora de Joel Silver: Dark Castle Entertainment y distribuida por Warner Bros.. Durante junio del mismo año, Ritchie anunció el reparto para RocknRolla, y comenzó a rodarla en Londres el 19 de junio.

## Reparto
- Gerard Butler es Uno Dos (One Two), un pandillero escocés.[4]
- Tom Wilkinson es Lenny Cole, un jefe mafioso de Londres de la vieja escuela.[4]
- Mark Strong es Archy, la mano derecha de Lenny Cole y el narrador de la película.
- Idris Elba es Murmullos (Mumbles), compañero de fechorías de Uno Dos.[4]
- Tom Hardy es Bob, el guapo (Handsome Bob), uno de los miembros de la banda de Uno Dos.[5]
- Karel Roden es Uri Omovich, un magnate ruso del petróleo y dueño de un equipo de fútbol (inspirado en Roman Abramovich).
- Thandie Newton es Stella, la sexy contable de Omovich y el interés amoroso de Uno Dos.[4]
- Dragan Micanovic es Victor, mano derecha de Omovich.
- Toby Kebbell es Johnny Quid, el músico y drogadicto hijastro de Lenny Cole.
- Chris 'Ludacris' Bridges es Mickey.
- Gemma Arterton es June.[6]
- Jeremy Piven es Roman.
- Jimi Mistry es El Concejal.

## Banda sonora
Edición del Reino Unido.
1. (Diálogo) People Ask The Question – Mark Strong
2. I'm a Man – Black Strobe
3. Have Love Will Travel – The Sonics
4. (Diálogo) No School Like The Old School – Varios
5. Bankrobber – The Clash
6. The Trip – Kim Fowley
7. (Diálogo) Slap Him! – Varios
8. Ruskies – Steve Isles
9. Outlaw – War
10. Waiting for a Train – Flash And The Pan
11. (Diálogo) Junkies – Varios
12. Rock & Roll Queen – The Subways
13. The Gun – Lou Reed
14. The Stomp – The Hives
15. We Had Love – The Scientists
16. (Diálogo) Sausage & Beans – Varios
17. Mirror In The Bathroom – The Beat
18. Funnel Of Love – Wanda Jackson
19. Such A Fool – 22-20s
20. Dopilsya – EX SEKTOR GAZA
21. Negra Leono – Miguelito Valdés

## DVD
El DVD fue lanzado el 27 de enero de 2009 en las islas británicas.